# افشین پارسیان‌راد
افشین پارسائیان‌راد (غنچه‌عراقی) (انگلیسی: Afshin ParsaeianRad؛ زاده ۱ فوریهٔ ۱۹۸۰)
افشین پارسائیان‌راد زاده ۱۲ بهمن ۱۳۵۸ در تهران یک بازیکن فوتبال و یک مربی فوتبال اهل ایران است. وی دارای یک فرزند دختر بنام آرینا می‌باشد. از علاقه‌مندیهای وی میتوان به نواختن گیتار، شنا، سفر و دیدن قیلم و سریال اشاره کرد.

- باشگاه های حرفه‌ای :
جوانان آتش نشانی (مربی عباس پناهی) ، جوانان‌ نفت (مربی علی میرزاپور) ، امید پرسپولیس (مربیان محمد پنجعلی و جواد منافی) ، بزرگسالان نیروی زمینی تهران (مربیان جلال چراغپور و علی روزبهانی و محمود مریخی) ، راه آهن تهران (مربیان فیروز کریمی و ساکت الهامی و رضا مهاجری و عباس رضوی) ، تربیت یزد (مربی ابراهیم طالبی) ، آلومینیوم اراک (مربیان فراز کمالوند و ناصر ابراهیمی) ، الحتی امارات (مربی ابراهیم قاسم پور) ، پرسی تارا جاکارتا اوتارا سوپر لیگ اندونزی

- افتخارات :
*آقای گل جوانان تهران (۱۲ گل سال ۱۳۷۶)
*دعوت به تیم ملی جوانان ایران (مربی علی دوستی پرویز خان ابوطالب)
*قهرمانی با تیم راه آهن تهران و صعود به لیگ برتر با سرمربیگری فیروز کریمی
*یکی از سه لژیونر موفق ایرانی در سوپر لیگ اندونزی
*حضور افتخاری در تیم هنرمندان و تیم پیشکسوتان ایران

- دوران مربیگری :
*دارای مدرک C آسیا
*حضور در تیم اف‌سی عابدزاده به عنوان مربی و کسب عنوان نایب قهرمانی و صعود به دسته بالاتر 
*سرمربی اف‌سی پویا و کسب قهرمانی و صعود به لیگ ۳ کشور 
*کمک مربی ابراهیم طالبی در تیم دارایی تهران لیگ ۳ کشور

افشین پارسائیان‌راد در تابستان سال ۱۴۰۳ (2024 میلادی) به کشور ترکیه مهاجرت نموده و در زمینه مدلینگ فعالیت می‌کند.